# Wereldkampioenschappen moderne vijfkamp 1958
De wereldkampioenschappen moderne vijfkamp 1958 werden gehouden in Aldershot in het Verenigd Koninkrijk. Er stonden twee onderdelen op het programma alleen voor mannen. 

## Medailles

### Mannen
| Onderdeel   | Goud | Goud                                              | Zilver | Zilver                                 | Brons | Brons                                  |
| ----------- | ---- | ------------------------------------------------- | ------ | -------------------------------------- | ----- | -------------------------------------- |
| Individueel | URS  | Igor Novikov                                      | FIN    | Kurt Lindeman                          | URS   | Aleksandr Tarassov                     |
| team        | URS  | Igor Novikov Aleksandr Tarassov Nikolaj Tatarinov | HUN    | András Balczó Aladár Kovácsi Imre Nagy | FIN   | Väinö Korhonen Kurt Lindeman Eero Lohi |

### Medaillespiegel
| Plaats | Land        | Goud | Zilver | Brons | Totaal |
| 1      | Sovjet-Unie | 2    | 1      | 1     | 4      |
| 2      | Finland     | 0    | 1      | 0     | 1      |
| 3      | Hongarije   | 0    | 0      | 1     | 1      |
| Totaal | Totaal      | 2    | 2      | 2     | 6      |